# 与謝野晶子訳源氏物語
与謝野晶子訳源氏物語（よさのあきこやくげんじものがたり）とは、与謝野晶子による『源氏物語』の現代語訳である。
本項目では出版された与謝野晶子による2度の『源氏物語』の現代語訳の他、関東大震災によって焼失してしまったために世に出ることの無かった『源氏物語』の現代語訳を含んでいた源氏物語講義など与謝野晶子と『源氏物語』との係わり全般についても述べる。

## 概要
与謝野晶子は生涯に2度『源氏物語』の現代語訳を世に送り出している。このうち一度目の「与謝野晶子による源氏物語の現代語訳」は、「初めて行われた源氏物語の現代語訳」として、完成当初から広く出版され、谷崎潤一郎など他の『源氏物語』の現代語訳の成立にも大きな影響を与えるなど、『源氏物語』の普及に大きな影響を与えたと考えられている。与謝野晶子の晩年に著された2度目の翻訳は、与謝野晶子の生前には社会的には大きな影響を与えることはなかったものの、戦後になって文庫化されたり文学全集や与謝野晶子全集に収録されるなど、さまざまな形で繰り返し出版され、広く普及している。
1999年（平成11年）11月現在の統計によれば、作家の手になる現代語訳で、文庫化されているものの累計発行部数は以下の通りとなっている。
| 訳者       | 文庫・巻数         | 発行部数 |
| ---------- | ------------------ | -------- |
| 与謝野晶子 | 角川文庫・全3巻    | 172万部  |
| 谷崎潤一郎 | 中公文庫・全5巻    | 083万部  |
| 円地文子   | 新潮文庫・全6巻    | 103万部  |
| 田辺聖子   | 新潮文庫・全5巻    | 250万部  |
| 橋本治     | 中公文庫・全14巻   | 042万部  |
| 瀬戸内寂聴 | 講談社文庫・全10巻 | 210万部  |

いずれの翻訳も1942年（昭和17年）5月29日に与謝野晶子が死去していることから、その50年後の1993年に著作権の保護期間が満了したことによって、日本国内においてパブリック・ドメインで利用できるようになったため、さらにさまざまな出版社からさまざまな形で出版されるようになり、また青空文庫ほかいくつかのサイトにおいてインターネット上での公開も行われている。
与謝野晶子訳以前にも「源氏物語の現代語訳」がなかったわけではなく、江戸時代などにはいくつかの『源氏物語』の俗語訳が見られたものの、これらの俗語訳は、その背景となった近代以前の源氏物語の解釈に問題が多かったことや江戸時代の「俗語」は日本語の変化に伴って明治時代以後の一般の日本人はわかりにくいものとなってしまったこと等から、この与謝野晶子訳が出来て以後は通常この与謝野晶子訳が「源氏物語の最初の現代語訳」であるとされるようになった。

## 与謝野晶子と源氏物語
与謝野晶子は、「紫式部は私の十一二歳の時からの恩師である」と述べまた「源氏をば十二三にて読みしのち思はれじとぞ見つれ男を」と後にはこのことを自身の歌に中に詠み込んでおり、他にもさまざまな創作活動の中に源氏物語の大きな影響を読み取ることが出来る。この与謝野晶子がくり返し熟読した「源氏物語の本」は絵入源氏物語の一つ「寛文頃無刊記小本」であったと考えられている。この与謝野晶子旧蔵絵入源氏物語は鞍馬寺において所蔵されている。
与謝野晶子は、『源氏物語』の現代語訳などを発表しただけではなく、『源氏物語』や紫式部に関するさまざまな考察を何度か発表しており、そのうちの以下のようないくつかの説は後に大きな影響を与えている。その集大成ともいえる論考「紫式部新考」は、源氏物語についての専門の学者たちによる学説史的に重要な論文を集めた論文集にも収められている。
- 『源氏物語』は「帚木」巻から起筆され、「桐壺」巻は後になって書き加えられたのであろう
- 筆致の違いなどを理由として「若菜」巻以降は紫式部の作品ではなくその娘である大弐三位の作品であろう

そのような認識の下に、与謝野晶子は古注釈の多くと同様に『源氏物語』全体を2つに分けたが、古注釈の多くが行っていたような宇治十帖だけを分けるという分け方や光源氏の死後を描いた部分を続編として分けるのとは異なり、光源氏の成功・栄達を描くことが中心の陽の性格を持った「桐壺」から「藤裏葉」までを前半とし、光源氏やその子孫たちの苦悩を描くことが中心の陰の性格を持った「若菜」から「夢浮橋」までを後半とする二分法を提唱した。この二分法は池田亀鑑によって高く評価され、従来用いられてきた正編・続編の区分と組み合わせて源氏物語三部構成説を生み出すこととなった。
与謝野晶子は源氏物語の現代語訳に取り組む前から以下のように自宅ほか幾つかの場所でくり返し源氏物語の講義を行っている。
- 1904年（明治37年）5月から9月　新詩社において源氏物語の講義を行う
- 1907年（明治40年）6月から9月　閨秀文学会において源氏物語の講義を行う
- 1909年（明治42年）4月から　自宅において毎週2回源氏物語の講義を行う

## 一度目の翻訳（「新訳源氏物語」）
一度目の翻訳は、1911年（明治44年）1月に金尾種次郎の依頼を受けて1912年（明治45年）2月から1913年（大正2年）11月にかけて「新訳源氏物語」上巻、中巻、下巻一、下巻二として、金尾種次郎の経営する金尾文淵堂から出版されたものである。

### 金尾文淵堂と金尾種次郎
与謝野晶子による現代語訳源氏物語は、一度目の翻訳である「新訳源氏物語」も、二度目（または三度目）の翻訳である「新新訳源氏物語」も、いずれも金尾文淵堂から出版されている。金尾文淵堂は、もともとは大阪の心斎橋筋にあって代々もっぱら仏教関係の本を出していた小規模な出版社兼書店であったが、金尾種次郎（1879年-1947年）の代になって事業を広げ、明治38年には東京へ進出、さまざまな書籍を出版するようになっていた。金尾文淵堂は当時凝った豪華本を出すことで有名な出版社であり、この新訳源氏物語も大変凝った造りになっている。与謝野晶子の生涯に亘る全著作は70点を超えており、それらは多くの出版社から出版されたが、金尾文淵堂は、そのうち18点という最も多くの本を手がけている（2番目は北原鉄雄が主宰する「アルス」の5点）。本書「新訳源氏物語」以前にも『小扇』（明治37年1月刊行）、『夢の華』（明治39年9月刊行）、『華泥集』（明治44年1月刊行）、『一隅より』（明治44年7月刊行）など与謝野晶子の著作をいくつか手がけていた出版社である。また「新訳源氏物語」以後にも多くの与謝野晶子の著作の出版を手がけている。逆に金尾文淵堂の側から見ても、与謝野晶子とは、「金尾文淵堂が出した本を作家別に見た場合、最も多くの本を出した作家」である。

### 企画の成立と変遷
金尾種次郎によれば、この与謝野晶子による現代語訳源氏物語の企画は金尾種次郎の側から持ちかけたものであり、「上巻発行の2、3年前」に金尾種次郎が内田魯庵宅を訪れた際に突然決まったものである。この間、1911年（明治44年）2月に四女宇智子、1913年（大正2年）4月に四男アウキュスト（後の昱）という二人の子を出産しており、1912年（明治45年）5月には前年11月にパリへ赴いた夫寛を追って洋行し、同年10月帰国するという状況にあったため、中巻は晶子欧州滞在中の1912年（明治45年）6月の刊行となった。

### 抄訳と全訳
この第一回目の翻訳は、全文の翻訳ではなく「抄訳＝ダイジェスト」であるとされるが、巻ごとにその抄訳の程度は異なっており、桐壺など冒頭巻のいくつかは概ね原文の半分程度に抄訳されているのに対して、次第に抄訳率は低くなり、宇治十帖の後半の巻では原文より長い訳文になっている。このようになった理由については与謝野晶子と金尾種次郎とで異なる説明を行っている。与謝野晶子自身は「従来一般に多く読まれていて、難解の嫌いに少ない桐壺巻以下数帖までは、その必要を認めないために、特に多少の抄訳を試みたが、この書の中巻以降は原著を読むことを煩はしがる人人のために意を用ひて、殆ど全訳の法をとったのである。」と最終巻である下巻二に付した「新訳源氏物語の後に」において述べている。一方金尾種次郎によれば、当初の計画では源氏物語全体を全1000頁ほどとするため抄訳であったが、上巻刊行後読者からの「もう少し詳しく書いて欲しい」という要望により後半は全訳に近いものになったとしている。

### 人物の呼称
与謝野晶子自身が本書下巻二に付した「新訳源氏物語の後に」において語るところによると、「源氏物語の書かれた重要な人物には、男女とも、すべて名が記されていない。それで従来の読者は、其人物に縁故ある歌の中の語を仮つてその人物の字としているのである。この書にも便宜上おなじく従来の慣例に従っておいた。」としている。しかしながら実際には以下のように本訳においては人物の呼称にはしばしばかなり特徴的な呼称が使用されている。
- 光源氏を「源氏の君」、紫の上を「紫の君」、葵上を「葵の君」、末摘花を「末摘花の君」のように「○○の君」とする呼称
- また皇統の血を引く女性に対しては、「前齋宮の女王」・「常陸の女王」・「紫の女王」と、「○○の女王」という呼称が使用されている。
- 玉鬘のことを、一般的に使用される「玉鬘」という呼称も使用しているものの、もっぱら原文では願文の中で一回だけ使用された「瑠璃」という呼称を元にして「瑠璃君」や「瑠璃様」といった呼称で呼んでいる。
- 宇治の大君を総角の巻名にちなんで「あげまきの君」と呼称する。
- 宇治の大君を「大姫様」、宇治の中君を「小姫様」などとしている。

### 和歌の扱い
源氏物語本文に多数収められている和歌の扱いについては、抄訳となったため訳文中に該当する部分が無い場合の他、以下のようにさまざまな形がとられており、「統一感がない」等と評されることもある。
- 原歌をそのまま収めている場合
- 原歌を修正して収めている場合
- 与謝野晶子による読替歌を収めている場合[注釈 1]
- 五行の分かち書きの詩形にしている場合[注釈 2]
- 単なる会話文になっている場合
- 散文になっている場合

### 出版の形態
最初に刊行された際には、「上巻」・「中巻」・「下巻一」・「下巻二」という全4冊の構成であり、4冊通し頁になっている。
- 「新訳源氏物語　上巻」　1912年（明治45年）2月刊行
桐壺から乙女までの21帖　461頁
上田敏と森鴎外による序文15頁が付されている
- 「新訳源氏物語　中巻」　1912年（明治45年）6月刊行
玉鬘から夕霧までの18帖　463頁から922頁までの計460頁
- 「新訳源氏物語　下巻一」　1913年（大正2年）8月刊行
御法から宿木までの10帖　923頁から1358頁までの計436頁
- 「新訳源氏物語　下巻二」　1913年（大正2年）11月刊行
東屋から夢の浮橋までの5帖　1359頁から1819頁までの計461頁
「新訳源氏物語の後に」と題した晶子自身による後書きが付されている

この一度目の翻訳は当時の社会に大きな反響を呼び、様々な形で繰り返し刊行された。与謝野晶子の生存中のみでも少なくとも以下のように多くの版の存在が認められる。版を改めた際に訳文の変更を行っている場合もあり、「初版本系の本文」と「縮刷本系の本文」とが存在することが認められる。その本文の変更の中には物語の始発時点での桐壺帝の年齢について、「二十ばかり」としていたのを「三十ばかり」とするなどの内容・解釈に踏み込んだ変更も見られる。金尾文淵堂は営業不振から1926年（大正15年）に本書の版権を手放すこととなり、その結果本書はさまざまな出版社から出版されることとなった。
- 元版
4冊（上、中、下一、下二巻）
判型　菊判
装丁・挿画　中沢弘光
発行所　金尾文淵堂
発売所　勉強堂書店
発行　1912年（明治45年）2月から1913年（大正2年）11月
- 縮刷4冊版
判型　三六変形判
クロース装　天金　藍色の箱入り
装丁　有島生馬
挿画　無し
発行所　金尾文淵堂
発行　1914年（大正3年）12月
- 豪華2冊版
判型　菊判
装丁・挿画　中沢弘光
発行所　大鎧閣
発行　1926年（大正15年）2月
- 縮刷2冊版
判型　四六判
装丁　奥村土牛
挿画　梶田半古
発行所　金尾文淵堂
発売所　登美屋書店（下巻のみ）
発行　1926年（大正15年）4月（上巻）、1927年（昭和2年）3月15日（下巻）
- 菊判2冊版
判型　菊判
装丁・挿画　中沢弘光
発行所　大鎧閣
発売所　河野成光館
発行　1929年（昭和4年）3月
備考　大鎧閣版の再版
- 四六判1冊版
判型　四六判
挿画　中沢弘光
発行所　新興社
発行　1932年（昭和7年）7月、1933年（昭和8年）5月の版もあり
- 四六判4冊版
判型　四六判
発行所　新興社
発行　1935年（昭和10年）9月
- 四六判1冊異装版
判型　四六判
挿画　中沢弘光
発行所　新興社
発売所　富文館
発行　1935年（昭和10年）9月、1938年（昭和13年）1月の版もあり
- 春洋社蔵版
全1冊
発行所　新興社
販売所　春洋社
発行　1936年（昭和11年）12月
奥付に「昭和十一年十二月一日譲受印刷　昭和十一年十二月五日発行」
概ね新興社1冊版の再版であるが、同版とことなって本文と図版の紙質が同じであることなどから図版が不鮮明であり、また「紅梅」巻の前にあるべき図版が誤って「竹河」巻の途中に挟まれている。

### 再刊
この最初の翻訳「新訳源氏物語」は、「新新訳源氏物語」が完成して以後は絶版となったが、「後の翻訳より読みやすい」といった評価があったことなどから2001年（平成13年）に角川書店から単行本『与謝野晶子の新訳源氏物語』として出版されており、2002年（平成14年）に勉誠出版から刊行された『鉄幹晶子全集』に収められたほか、2008年（平成20年）に『与謝野晶子の源氏物語』として全3冊で角川文庫ソフィアに収められた。
- 『与謝野晶子の新訳源氏物語 ひかる源氏編、薫・浮舟編』角川書店、2001年（平成13年）11月　ISBN 978-4-0487-3329-8
- 逸見久美編與謝野晶子『鉄幹晶子全集 7 新訳源氏物語 上巻, 新訳源氏物語 中巻』勉誠出版、2002年（平成14年）1月　ISBN 978-4-5850-1060-9
- 逸見久美編與謝野晶子著『鉄幹晶子全集 8 新訳源氏物語 下巻の1, 新訳源氏物語 下巻の2』勉誠出版、2002年（平成14年）2月　ISBN 978-4-5850-1061-6
- 『与謝野晶子の源氏物語 上』角川文庫ソフィア 角川学芸出版 2008年（平成20年）4月。 ISBN 978-4-04-408401-1
- 『与謝野晶子の源氏物語 中』角川文庫ソフィア 角川学芸出版 2008年（平成20年）4月。 ISBN 978-4-04-408402-8
- 『与謝野晶子の源氏物語 下』角川文庫ソフィア 角川学芸出版 2008年（平成20年）4月。 ISBN 978-4-04-408403-5

## 二回目の翻訳（「源氏物語講義」）
与謝野晶子は「新訳源氏物語」と「新新訳源氏物語」という世に出た2つの翻訳とは別に、長年に亘って源氏物語の詳細な講義を執筆していた。これは源氏物語の全文の現代語訳を含んでいると見られることから、与謝野晶子による2度目の源氏物語の現代語訳であるとされることもある。この場合「新新訳源氏物語」は3度目の翻訳ということになる。この『源氏物語講義』を、与謝野晶子は1度目の翻訳である「新訳源氏物語」を手がけるより前から、また「新訳源氏物語」を書き始めてからはこれと並行して取り組んでいた。これはもともと小林政治の依頼により明治43年から大正7年までの「100か月で完成させる」ことを目標に始められたものである。小林政治（1877年（明治10年）から1956年（昭和31年））は、天眠と号し、若い頃は自身が与謝野夫妻と交流のある作家であり、後に実業家となって与謝野夫妻を経済的に支えてきた人物である。後に与謝野夫妻の次男が小林の娘の一人と結婚することによって両家は親戚になっている。この源氏物語講義は、当初は小林政治（天眠）から「源氏物語の注釈か講義のどちらか」という形で依頼されたものらしく、明治42年9月18日付け小林天眠宛ての与謝野晶子書簡において晶子は以下のように述べている。
- 分量は注釈にした場合より多くなるが注釈ではなく講義にしたい。
- 全体として40冊程度になるであろう。
- 自分はそれをそれを100ヶ月で書き上げる。
- いろいろな事情から物入りなので原稿料として二千円を頂きたい。
- 毎月の原稿料は原稿料総額の二千円を執筆予定期間の百ヶ月で割り、月額20円とされた。

こうして与謝野晶子が毎月決まった量の原稿を書き上げて大阪の小林に送り、それに対して小林は毎月決まった額の原稿料を支払うこととなった。この月額20円の原稿料は1918年（大正7年）3月からは毎月50円に増額されている。
この計画は、小林天眠としては完成し出版すれば必ずや社会的に大きな反響を呼ぶであろう「与謝野晶子の源氏物語講義」を自身が主宰する出版社「天佑社」からその第一号の出版物として出版するという目的と同時に与謝野家に対する経済支援としての性格も持っており、小林は原稿が遅れたときにも決められた原稿料を送り続けていたと見られる。こうして書き始められることになった『源氏物語講義』は、長年に亘って少しずつ書きためていくこととなった。この原稿は、1912年（大正元年）12月から1918年（大正7年）2月までの49回分は、直接には小林天眠の友人であった吉田鉄作宛てに送られていたが、吉田鉄作が病気となったため同年3月からは小林天眠と直接やりとりするようになっている。
明治42年9月に執筆が開始されたこの『源氏物語講義』の原稿は、しばらくは順調に進んでいた。しかしながらそのうちに長期間にわたって進行が止まってしまうということは無かったものの、他のさまざまな仕事を優先してしまったり、出産を繰り返した晶子の体調の問題などさまざまな事情でしばしば予定より遅れていたらしいことが、以下のようにいくつかの小林天眠宛て与謝野晶子や与謝野寛の書簡によって明らかになっている。
- 「仰せの源氏、今月は必ず差し出すべく候、先月もその心ありながら前借りの雑誌社などへの義理のものかくにおはれ、かのしまつになりし候、御ゆるし被下度候」[28][29]
- 「源氏の二月分の稿なお二、三日遅れ申すべく、心ぐるしく存じ候まま一寸申し上げ候」[30][31][32]
- 「源氏の稿このため何とぞ本月と来月をおやすませ下されたく」・「なお源氏の稿料は本月分に相当いたし候分、すでに頂戴いたし候ことも忘れ申さず候」[33][34][35]
- 「私ながらくわがままいたし候ひし。申しわけなき源氏の解釈、今月はかならずさし出し申すべく候」[36][37][38]
- 「漸く源氏の稿を差し出し申すべく候、もう初めかけ候へば、来月より遅滞はいたし申すまじく候」[39][40][41]
- 「それやこれやにてでき申すはずの源氏の清書もまだ出来上がり申さず、明後日まで御まちくださるべく候」[42][43][44]
- 「源氏がまたまた三四にちもおくれ申すことになり候」[45][46][47]
- 「源氏の原稿、正月のかきものの日ぎりのため、少ししては間へやもおえず別のものをはさみはさみいたし候て、昨夜漸く書き上げ候。お許し下されたく候」[48][49][50]

中には晶子本人だけでなく夫与謝野寛も小林天眠宛に原稿の遅れについてわびる手紙を出している。
- 「荊妻の原稿が非常に延引致し、大に恐縮いたし候、四五日中には清書して差し出しいたし可申候」[51][52]

このような状況の結果、刊行予定であった1918年（大正7年）になって天佑社がいよいよ設立されるという状況になってもこの原稿は予定の半分程度しか出来ていなかった。しかも、晶子は最初の部分（第09帖 葵の巻あたりまで）についてはもう一度書き直しをしたいと思うようになっていた。このころ晶子は「今月末から毎月書く量をこれまでの倍にする」との決意を決意を示しているものの、夫与謝野寛は小林天眠に対して、
- 完成まであと5年はかかる。
- 年月がかかっているため最初のほうは点検して訂正したい。
- 巻の数でいえば半分を超えたがこれからの巻は長いものが多いため分量でいえば半分にも達していない。
- 本書は全体が完成してから一気に出すべきで、出来上がっている部分だけを出版するべきではない。
- 天佑社の最初の出版物は予定していたこの源氏物語講義ではなく別の物にしていただきたい。自分なりの案がある。

などと書き送っている。このしばらく後の与謝野寛の書簡には、「晶子は目下しきりに執筆いたし候」とあり、この手紙を書簡集に収録した際に小林天眠が「源氏物語の原稿の事である」との注をつけている。
しかしその後も
- 「源氏が二十日ごろになり候はんかと心ぐるしく候」[58]
- 「来月は必ずとかたくかたく申し上げ候」とあり、これに小林天眠が「源氏物語の原稿の事である」との注をつけている。[59]

と、原稿が遅れがちな状況が続いており、翌年になっても「例え毎月書く量をこれまでの倍にしてもなお完成までには2年以上かかる」としている。
そのような状況の中でも「来月から必ず源氏を書きなほします」、「源氏のことを書き候ひし序に、天佑社のかの原稿いよいよかきかへ申すことに着手いたし候。全く別のものにいたし今度は自信も出き候。」と、原稿の書き直しへの意欲と書き直した原稿に対する自信を覗かせている。
しかしながらそのような中で1920年（大正9年）に起こった財界大恐慌の影響で天佑社の経営も困難となり、「天佑社より頂き候もの、いずれは印税とならば同じことに候へば先月より御ことわりいたし候」とこれまで原稿を書けなかったときにも受け取っていた稿料を晶子の側から断る事態になり、小林の娘に「印税が入ったらその印税で着物を買いましょう」等と気遣いを見せている。さらには当時本業も苦境に立ち入っていた小林は最終的には天佑社を見殺しにせざるを得なくなってしまい、「天佑社の現状もまことにおきのどくになることとかねて存じ候ひき。私の源氏の原稿もわろきことになりしと候」ということになり、この時点で数千枚とも訳一万枚ともされる原稿は「宇治十帖の前まで終わっていた」とされ、晶子は「あと3年ほどもすれば完成する」と述べていた本『源氏物語講義』を同社から出版できる可能性が無くなってしまった。この後時期や詳細な経緯は不明ながら、この原稿は「自宅に置いておくよりはよいだろう」ということで、ある時期から与謝野寛や与謝野晶子が関わって1921年（大正10年）に創設された文化学院に預けられていた。しかしながら、1923年（大正12年）9月に発生した関東大震災によりこの原稿は一枚残らず焼失してしまった。

### 1枚だけ残された原稿
このようにして「一枚残らず焼失した」はずの「源氏物語講義」であるが、後に以下のような事情から小林天眠の元に1枚だけ残された原稿が存在する事が明らかにされた。1915年（大正4年）5月11日付小林雄子宛与謝野晶子書簡において「前に送った源氏物語講義の原稿が一枚抜け落ちていたことを発見した。原稿の端に振ってある番号のところに挟み込んで欲しい」旨書き送っている。これに対して天眠が生前に『與謝野晶子書簡集』の編纂に参加した際、この書簡に「このとき送られてきた原稿は抹消や書き直しが多いため、全部書き直してそれを送ったのにそのことを忘れてしまい、送り忘れたと勘違いしたのではないか」と注しており、『天眠文庫蔵　与謝野寛・晶子書簡集』にこのとき送られた原稿の写真と翻刻が掲載されている。この一枚が残されたことによってこの「源氏物語講義」がどのようなものであったかが明らかになった。

## 二回目（三回目）の翻訳（「新新訳源氏物語」）
現在通常流布しているのは与謝野晶子晩年の1938年（昭和13年）10月から1939年（昭和14年）9月にかけて「新新訳源氏物語」（第一巻から第六巻まで）として金尾文淵堂から出版されたものである。

### 企画の成立と変遷
1932年（昭和7年）この翻訳を思い立ったとされる。その理由としては前の翻訳「新訳源氏物語」が抄訳であることなど不十分であると思われたことなどがあげられている。唯一与謝野晶子の生前に刊行され、与謝野晶子自身がその編集に関与した『与謝野晶子全集』である改造社版『与謝野晶子全集』全13巻が1933年（昭和8年）9月に刊行が開始され、1934年（昭和9年）8月に完結した。が、「新新訳源氏物語」は当初この全集の増巻として刊行することを考えていたらしく、1934年（昭和9年）12月発行の『冬柏』第5巻第1号において同全集の増巻として「新新訳源氏物語」の刊行が予告されている。
1935年（昭和10年）に入って与謝野寛が病に倒れた後も晶子は病床の夫の側で看病の傍ら書き進められていたものの、1935年（昭和10年）3月26日に夫与謝野鉄幹が62歳で死去してしまったことにより、このとき橋姫まで書き上げ、若菜まで清書を完了していたとされる新々訳の原稿は約2年間放置されることになった。1936年（昭和11年）になって「新訳源氏物語」を刊行した金尾文淵堂と「新新訳源氏物語」の刊行について話をしたことにより、1937年（昭和12年）秋に執筆を再開した。このようにして1938年（昭和13年）10月になって第1巻刊行にたどり着いた。その後1939年（昭和14年）7月6日に脱稿。1939年（昭和14年）9月、第6巻（最終巻）が刊行された。
1939年（昭和14年）10月には完結を記念した完成祝賀会が上野精養軒において開催されたりしたものの、同時期に刊行された谷崎潤一郎訳源氏物語が歴史ある大出版社である中央公論社から出版され多くのメディアで大々的な宣伝を繰り広げたのに対して、金尾による個人事業的性格の強い「金尾文淵堂」から出版された与謝野源氏は派手な宣伝活動を行うことが出来ず朝日新聞と毎日新聞に1回ずつ小さな広告を出しただけであった。このような状況の下で与謝野家の子供たちは谷崎源氏の派手な広告が晶子の目に触れることを避けようとしていた思い出を語っている。このような宣伝活動の少なさからせっかくの改訳が単なる新訳の再版であると思われることもしばしばであったという。その結果おそらく一千部程度しか売れなかったであろうとされ、晶子自身、小林天眠への手紙の中で「死後にでも売れ申すべしと期し居り候」と書き送っている、

### 国文学全集版源氏物語
1937年（昭和12年）2月に非凡閣から澪標巻から雲隠巻までの与謝野晶子による『源氏物語』の現代語訳を収めた『現代語訳国文学全集　第五巻　源氏物語　中』が刊行されている。この国文学全集版源氏物語は、桐壺から明石、までを収めた上巻（1936年（昭和11年）11月刊行）と匂宮から夢浮橋までを収めた下巻（1938年（昭和13年）10月刊行）は窪田空穂によるものである。この非凡閣の国文学全集版源氏物語は、当初は『源氏物語』全体を窪田一人が仕上げる予定であったと見られるが、窪田の体調のことなどから窪田一人で全体を完成させるのは無理であろうということになり結局中間部分を与謝野晶子が担当するようになったと見られる。与謝野晶子が本書を担当することになった経緯は不明ながら、「新訳源氏物語」・「新新訳源氏物語」とこの与謝野晶子が担当した部分の「国文学全集版源氏物語」を比較すると、「新訳源氏物語」よりはずっと「新新訳源氏物語」に近いものであることから、執筆途中であった「新新訳源氏物語」の原稿をこの国文学全集版のために流用したか、あるいは逆に国文学全集版執筆の成果が「新新訳源氏物語」に反映していると見られる。

### 谷崎源氏と与謝野源氏
谷崎潤一郎による『源氏物語』の現代語訳は三回行われているが、そのうち最初の谷崎源氏は与謝野晶子によるこの「新新訳源氏物語」と相前後する時期に執筆され、出版されている。谷崎潤一郎による『源氏物語』の現代語訳が執筆されたきっかけとして、1960年（昭和35年）ころに谷崎の妻谷崎松子が伊吹和子に語ったところによると、松子が谷崎に対して語った「お茶やお花やピアノのお稽古などと同じように、自分も教養の一つとして『源氏物語』を読みたいが、原文のままでは難しすぎるし、いまある訳本も学問的な物でいまひとつわかりやすいものがみつからない。与謝野晶子訳もわかりやすいがダイジェストである。自分や妹のような女性が読めるような現代語の全訳で、嫁入り道具になるような豪華な源氏物語の本が欲しい」という要望に対応するためであるとしている。谷崎は、自身の現代語訳源氏物語を執筆するにあたって湖月抄などの伝統的な注釈書、当時発刊されたばかりの吉澤義則による当時最もよく使われた代表的な注釈書である『対校源氏物語新釈』、アーサー・ウェイリーの英語訳源氏物語などとともに与謝野晶子の「新訳源氏物語」を手元に置いて参照していたとされる。

### 源氏物語礼讃歌
与謝野晶子の新新訳源氏物語では、各帖の冒頭に与謝野晶子自身の讃歌が付されている。この讃歌の最初の原型は「中央公論」編集主幹の瀧田樗陰の勧めによって1919年（大正8年）12月30日の朝に作られたものと考えられている。このとき与謝野晶子の脳裏にあったのは、小林一三の自宅で見た「上田秋成の源氏五十四帖の歌の屏風」であったとされる。当初これはごく親しい人に個人的に送るためのものであった。その後完全を志しての推敲が重ねられ、「屏風」・「短冊」・「歌帖」・「巻物」などさまざまな形態での配布が行われた。
- 逸翁美術館蔵「源氏物語短冊五十四枚」（大正9年1月25日付小林一三宛書簡付き）
- 京都府立総合資料館小林天眠文庫蔵・晶子和歌短冊『源氏物語五十四帖』（大正9年春4月日付）
- 天理大学附属天理図書館所蔵・歌帖「源氏物語の巻々を詠める短歌五十四首」（大正巳未夏日付）
- 京都府立総合資料館小林天眠文庫蔵・晶子歌帖『源氏物語礼讃』（制作年月日不明）

そのような経緯を経て1922年（大正11年）刊行の第二期『明星』に「源氏物語礼讃」として掲載され、初めて活字化される。さらに1924年（大正13年）5月刊行の家集『流星の道』（新潮社）に「絵巻のために　源氏物語」として掲載される。このようにして形成されてきた「源氏物語礼讃」が新新訳源氏物語の各帖の冒頭をかざることとなったのである。後にはほぼ同じものが1939年（昭和14年）10月に開催された「新新訳源氏物語完成記念祝賀会」において『源氏物語礼讃』（昭和14年9月）として参加者に配布されている。

### 晶子没後の刊行
本「新新訳源氏物語」は、晶子の生前にはほとんど売れなかったのとは対照的に、与謝野晶子自身が「死後にでも売れ申すべしと期し居り候」としていた通り、同人の没後に以下のようにさまざまな出版社からさまざまな形で刊行されて広く普及することとなった。そのため集計データによっては晶子の生前には与謝野訳よりはるかに売れたとされる谷崎源氏よりも売れているとされることもある。
- 日本文庫版 全6冊　巻分けは初刊本と同じ
発行所　日本社　日本文庫　20から25
判型　B6判
発行　1948年（昭和23年）11月から1949年（昭和24年）10月
装丁　吉村忠夫
- 世界文学選書版 全4冊　桐壺から蓬生、関屋から若菜上、若菜下から総角前半、総角後半から夢の浮橋
発行所　三笠書房　世界文学選書　四から七
刊行　1949年（昭和24年）6月から1949年（昭和24年）10月
判型　B6判
装丁　藤岡光一
- 三笠書房2冊版 全2冊　桐壺から若菜上、若菜下から夢の浮橋
発行所　三笠書房
刊行　1950年（昭和25年）9月、10月
判型　B6判
装丁　藤岡光一
- 三笠文庫版 全7冊
発行所　三笠書房　三笠文庫
判型　A6判
刊行　1951年（昭和26年）10月から1952年（昭和27年）1月
- 角川文庫版 全7冊
判型　文庫版
発行所　角川書店　角川文庫
刊行　1954年（昭和29年）10月から1955年（昭和30年）8月
- 日本国民文学全集版 全2冊　第3巻（桐壺から若菜上）、第4巻（若菜下から夢の浮橋）
発行所　河出書房
判型　A5判
刊行　1955年（昭和30年）9月、10月
上巻には久松潜一による「解説」、下巻には晶子自身による「あとがき」、もともと新訳に付されていた森鴎外と上田敏による「序文」、久松潜一による系図と年立が付されている。
- 日本国民文学全集古典編版 全2冊　第3巻（桐壺から若菜上）、第4巻（若菜下から夢の浮橋）
発行所　河出書房新社
判型　A5判
刊行　1959年（昭和34年）6月、1958年（昭和33年）8月
上巻には久松潜一による「解説」、下巻には晶子自身による「あとがき」、もともと新訳に付されていた森鴎外と上田敏による「序文」が付されている。
- 日本文学全集版 全2冊　第1巻（桐壺から若菜上）、第2巻（若菜下から夢の浮橋）
判型　B6変判
発行所　河出書房新社
刊行　1960年（昭和35年）7月、8月
- 定本現代語訳源氏物語 判型　B5判
全2冊　上巻（桐壺から藤のうら葉）、下巻（若菜上から夢の浮橋）
発行所　日本書房
刊行　1962年（昭和37年）2月、3月
- 国民の文学版 全2冊　三　上巻（桐壺から若菜上）、四　下巻（若菜下から夢の浮橋）
判型　B6判
発行所　河出書房新社
刊行　1963年（昭和38年）7月、9月
- 豪華版日本文学全集版 全2冊　一　上巻（桐壺から若菜上）、二　下巻（若菜下から夢の浮橋）
判型　B6判
発行所　河出書房新社
刊行　1965年（昭和40年）6月、7月
- カラー版日本文学全集版 全2冊　二　上巻（桐壺から若菜上）、三　下巻（若菜下から夢の浮橋）
判型　A5判
発行所　河出書房新社
刊行　1967年（昭和42年）1月、2月
- 河出書房新社3冊版 全3冊　上（桐壺から乙女）、中（玉鬘から幻）、下（匂宮から夢の浮橋）
判型　A5判
発行所　河出書房新社
刊行　1969年（昭和44年）5月、6月、7月
- カラー版現代語訳日本の古典版 全2冊　三　上巻（桐壺から若菜上）、四　下巻（若菜下から夢の浮橋）
判型　A5判
発行所　河出書房新社
刊行　1971年（昭和46年）2月、3月
- 角川文庫 改版 全3冊　上（桐壺から乙女）、中（玉鬘から幻）、下（匂宮から夢の浮橋）
判型　文庫版
発行所　角川書店　角川文庫
刊行　1971年（昭和46年）8月、11月、1972年（昭和47年）2月
- 日本古典文庫版 全3冊　上（桐壺から乙女）、中（玉鬘から幻）、下（匂宮から夢の浮橋）
判型　B40判
発行所　河出書房新社
刊行　1976年（昭和51年）1月
- 「源氏物語ふぁんたじいい　桐壺」
判型　B5判
発行所　青也書店
刊行　1977年（昭和52年）1月
備考　桐壺巻のみ
- 現代語訳日本の古典改装版 全2冊　三　上巻（桐壺から若菜上）、四　下巻（若菜下から夢の浮橋）
判型　A5判
発行所　河出書房新社
刊行　1979年（昭和54年）5月
- 日本古典文庫版新装版 全3冊　上（桐壺から乙女）、中（玉鬘から幻）、下（匂宮から夢の浮橋）
判型　B40判
発行所　河出書房新社
刊行　1987年（昭和62年）12月
- 全1冊版「源氏物語全五十四帖」
判型　B5判
発行所　河出書房新社
刊行　1988年（昭和63年）1月
- 「新訳源氏物語」鉄幹晶子全集版 7・8
判型 A5判
発行所　勉誠出版
刊行　2002年（平成14年）1月、2月
- デカ文字文庫版 全15冊
判型 A5判
刊行　2005年（平成17年）10月から2006年（平成18年）2月
発行所　舵社
- お風呂で読む文庫版 全14冊
判型 文庫版
発行所　フロンティアニセン
刊行　2007年（平成19年）2月から2010年（平成22年）3月
- 角川文庫 新装版 全5冊
判型　文庫版
発行所　角川書店　角川文庫
刊行　2008年（平成20年）4月、5月
源氏物語千年紀記念刊行
- 「新新訳源氏物語」鉄幹晶子全集版 28・29・30
判型 A5判
発行所　勉誠出版
刊行　2009年7月から2010年2月

### 自筆原稿の公開
新新訳源氏物語の自筆原稿は、京都市の鞍馬寺、大阪府の堺市立文化館与謝野晶子文芸館などに所蔵されている。これらは源氏物語千年紀などをきっかけとして順次国文学研究資料館の近代画像データベースの一環としてネット上で公開されることになった。